# 沈卫平
沈卫平（1952年—）北京人，中国人民解放军少将，中国共产党党员，中华人民共和国作家。

## 生平
沈卫平小时候住在中国人民解放军总政治部家属院内务部街11号。1960年代末至1970年代初曾在中国人民解放军空军部队服役。后来自大学中文系本科毕业。此后长期在中国人民解放军总政治部联络部任职，一直任至该部副部长，并获授少将军衔。他还曾任中华文化发展促进会副会长、中国国际友好联络会副会长、北京和平与发展研究中心研究员、全国台湾研究会理事，兼任音像出版单位总编辑。1985年沈卫平开始发表作品。1999年加入中国作家协会。作品曾获得全军第二届新作品奖文学一等奖、《解放军文艺》奖。

## 著作
- 中篇报告文学《黄植诚——今日放单飞》[1]
- 电视专题片撰稿《笕桥巡礼》[1]
- 大型文献电视剧剧本《自强之路》（八集）[1]
- 长篇报告文学《共和国最后一战》、《八二三炮击金门》[1]